# Агабабян, Григорий Гарегинович
Григорий (Григор) Гарегинович Агабабян (арм. Գրիգոր Գարեգինի Աղաբաբյան; 1911—1977) — советский армянский архитектор, заслуженный деятель искусств Армянской ССР.

## Биография
Родился в 1911 году в Александрополе (ныне Гюмри). В 1917 году переехал в Тифлис, там же получил среднее образование. В 1928 году окончил тбилисскую школу № 42.
С 1931 года проживал в Ереване, тогда же поступил на архитектурное отделение строительного факультета Ереванского политехнического института, который в 1937 году с отличием завершил. В 1937—1939 годах проходил военную службу.
Трудовую деятельность начал ещё будучи студентом, работал в мастерской Ереванского горсовета под руководством Н. Г. Буниатяна и М. В. Григоряна. Среди учителей Григория Агабабяна были профессор С. А. Сафарян и архитектор А. В. Власов, в мастерской которого он проходил проектную практику.
В 1941 году был призван в ряды Красной Армии, участвовал в Великой Отечественной войне. В 1942 году был отозван со фронта по ходатайству Академии архитектуры СССР, занялся изучением и обмерами памятников древнеармянского зодчества: Татевского, Воротнавского, Кечарисского монастырей, церквей в Аване, Лмбате и Артике, выполнил множество зарисовок и акварелей.
В 1945 году проходит персональная выставка работ Агабабяна в Союзе архитекторов Армении. В 1947—1951 годах работал заместителем главного архитектора Еревана, преподавал на кафедре архитектуры Ереванского политехнического института. В 1949 году был избран секретарем правления Союза архитекторов Армении.
В 1951—1959 годах работал главным архитектором Еревана. В 1957 году избран членом-корреспондентом Академии архитектуры и строительства СССР.
С 1959 года и до конца жизни работал председателем Государственного комитета по делам строительства и архитектуры Армянской ССР.
Скончался 9 октября 1977 года в Горисе.

## Награды и звания
Григор Агабабян получал следующие награды:
- Почётные грамоты Президиума Верховного Совета Армянской ССР (1945, 1956, 1971).
- Диплом Всесоюзного смотра молодых мастеров советской архитектуры (1947)
- Первая премия и Похвальная грамота III Всесоюзного смотра творчества молодых архитекторов (1951) за проект зданий Центрального холодильника и школы в Ереване и за обмер древнеармянских памятников.
- Орден «Знак Почёта» (9.08.1958).
- Звание Заслуженного деятеля искусств Армянской ССР (1961).
- Орден Трудового Красного Знамени (1966, 1971).
- Звание Заслуженного архитектора Армянской ССР (1968).
- Золотая медаль ВДНХ СССР (09.12.1977, посмертно) — за научные исследования, разработку проекта производства реставрационных работ, внедрение антисейсмических мероприятий, ведение архстройконтроля при производстве реставрации храма Гарни.

Избирался депутатом Верховного Совета Армянской ССР в 1961, 1967, 1971 и 1975 годах.

## Работы[4]

### Жилые дома
- Жилой дом по ул. Абовяна в Ереване, 1937
- Жилой дом по ул. Барекамутян в Ереване, 1938 (совместно с арх. Тиграняном Э. А.)
- Жилой дом по ул. Чаренца в Ереване. 1943
- Жилой дом на углу ул. Туманяна и Теряна в Ереване. 1944
- Жилой дом по пр. Октемберян в Ереване. 1948
- Жилой дом по ул. Кирова в Ереване. 1949
- Жилой дом по пр. Орджоникидзе в Ереване. 1951
- Жилой дом по пр. Октемберян в Ереване. 1958

### Учебные заведения
- Здание средней школы им. И. Крылова по ул. Маяковского в Ереване. 1935
- Здание средней школы им. П. Прошяна по пр. Ленина в Ереване. 1937
- Здание средней школы им. Е. Чаренца по ул. Амиряна в Ереване. 1947
- Здание средней школы им. Ф. Дзержинского по ул. Чаренца в Ереване. 1950
- Здание Техникума пищевой промышленности по пр. Орджоникидзе в Ереване. 1951
- Здание Торгового техникума по пр. Ленина в Кировакане (ныне Ванадзор). 1951
- Здание педагогического техникума в Кировакане. 1951
- Здание профтехучилища на углу улиц им. 26 комиссаров и пр. Орджоникидзе в Ереване. 1955

### Административные, культурно-просветительные здания
- Клуб-библиотека в селе Ацаван в Котайкской области. 1943
- Спортивный клуб с гимнастическим залом общества «Спартак» в Ереване. 1943
- Дом-музей Ованеса Туманяна в Ереване 1944
- Административное здание министерства мясо-молочной промышленности Армянской ССР по пр. Орджоникидзе в Ереване. 1947
- Административное здание ЦСУ Армении по пр. Орджоникидзе в Ереване. 1947
- Здание проектного института «Армпромпроект» по пр. Октемберян в Ереване. 1949 (совместно с арх. Григоряном М. В.)
- Кинотеатр «Айреник» в Ереване. 1950
- Административное здание с жилым домом по ул. Калинина в Ереване. 1951
- Здание НИИ Автоматики в Кировакане. 1952
- Административное здание Комитета народного контроля Армянской ССР по ул. Московян в Ереване. 1955
- Административный учебный корпус ДОСААФа Армянской ССР по пр. Орджоникидзе в Ереване. 1958

### Другие здания и сооружения
- Летний ресторан «Лори» в Ереване. 1937
- Ереванский хладокомбинат по пр. Орджоникидзе. 1945
- Большой Разданский мост на продолжении улицы Киевян в Ереване (совместно с инженерами-конструкторами Пинаджяном В. В. и Словинским Н. А.) 1949.
- Центральный крытый рынок по пр. Ленина (ныне — проспект Месропа Маштоца) в Ереване. 1951 (совместно с инженером Аракеляном А. А.)
- Крытый рынок по пр. Комитаса в Ереване. 1957
- Крытый рынок по ул. Калинина в Ереване. 1958
- Автовокзал по Эчмиадзинскому шоссе в Ереване. 1959
- Проекты планировки и объектов Ереванского зоопарка. 1946—1952

- Портал Центрального крытого рынка
- Центральный крытый рынок. Вид изнутри.

### Памятники
- Памятник дважды Герою Советского Союза Нельсону Степаняну в парке им. Кирова в Ереване. 1949 (скульптор — народный художник СССР Сарксян А. М.)
- Памятник С. М. Кирову в Ереване. 1950 (скульптор — Сарксян А. М.)
- Памятник Ованесу Туманяну в сквере Театра оперы и балета им. Спендиарова в Ереване. 1950 (скульптор — Сарксян А. М.)
- Надгробный памятник Комитасу в пантеоне г. Еревана. 1956 (скульптор — народный художник Армянской ССР Арутюнян А. А.)
- Памятник Герою Советского Союза Унану Аветисяну в Капане. 1956 (скульптор — народный художник Армянской ССР Багдасарян С. И.)
- Мемориальный комплекс вблизи г. Спитака в честь 150-летия вхождения Восточной Армении в состав России. 1978

### Работы по обмерам и восстановлению памятников древнеармянского зодчества
- Монастырский комплекс Кечарис (X—XII вв).
- Архитектурный ансамбль светских и культовых построек в Татеве (X—XII вв.).
- Храм в Птхни (VII в.).
- Храм в Аване (VII в.).
- Группа памятников в Артике (VII—X вв.).
- Проект восстановления архитектурного комплекса в Татеве.
- Проект восстановления храма Птхни.